# Saturne (mythologie)
Pour les articles homonymes, voir Cronos.
Saturne est le dieu du temps dans la religion romaine.
Il préside la période qui précède le solstice d'hiver, celle des Saturnales. Pendant le reste de l'année, c'est un deus otiosus, un dieu en sommeil. Sa statue est liée par des bandelettes dont on ne le libère qu'au moment des Saturnales.
Le Temple de Saturne dans le Forum romain abrita le trésor public et les archives (aerarium) de la République romaine au début de l'Empire romain.
Il a été assimilé assez tôt par les Romains au titan grec Cronos.

## Anthroponymie
L'étymologie de son nom est discutée. On voyait autrefois dans Saturne une divinité agraire du fait de son attribut, la faucille (on lui attribuait notamment la protection des semailles), et on interprétait son nom par la racine « semer ». Cette étymologie est aujourd'hui abandonnée, ainsi que son statut de dieu agraire qui serait inactif la majeure partie de l'année.
Jean Haudry propose de reprendre une ancienne étymologie qui rapproche le nom de Saturne de celui du dieu védique Savitar avec une base *sa(e)tori-no- signifiant « qui se manifeste dans l'impulsion ». Saturne serait originellement comme Savitar un impulseur des biens, aspect que l'on retrouve dans les réjouissances et les cadeaux des Saturnales, d'où son rôle de civilisateur et de fondateur. Ce n'est que secondairement qu'il aurait été lié à l'activité agricole.

## Représentations
Saturne était communément représenté comme un vieillard courbé sous le poids des années, tenant une faux à la main pour marquer qu'il préside au temps. Sur beaucoup de monuments, il est représenté avec un voile, sans doute parce que les temps sont obscurs et couverts d'un voile impénétrable[réf. nécessaire].

## Culte

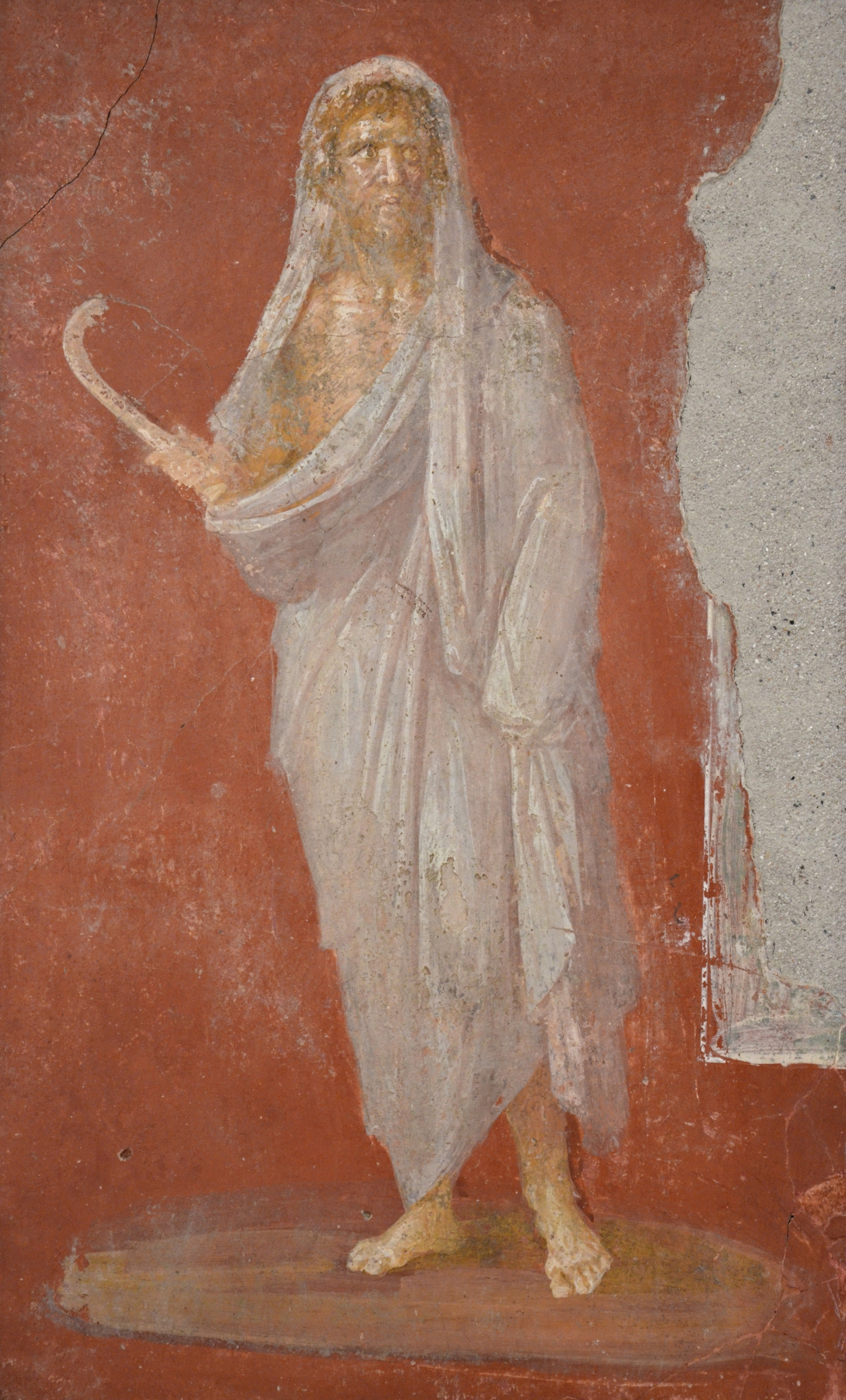
Saturne, la tête protégée par un manteau d'hiver, tenant une faucille dans la main droite (fresque de la maison des Dioscures à Pompéi, musée archéologique de Naples).

Originellement, Saturne intervient peu avant le solstice d'hiver, moment où les jours atteignent leur durée minimale, où « le cosmos entier […] est menacé », mais en même temps, moment de « régénérescence du monde par ce retour bénéfique à l'état originel ». Ces aspects de destruction de l'ordre actuel permettent d'expliquer les Saturnales. Saturne est présenté comme un roi civilisateur, inventeur des lois et de l'agriculture.

### Temples

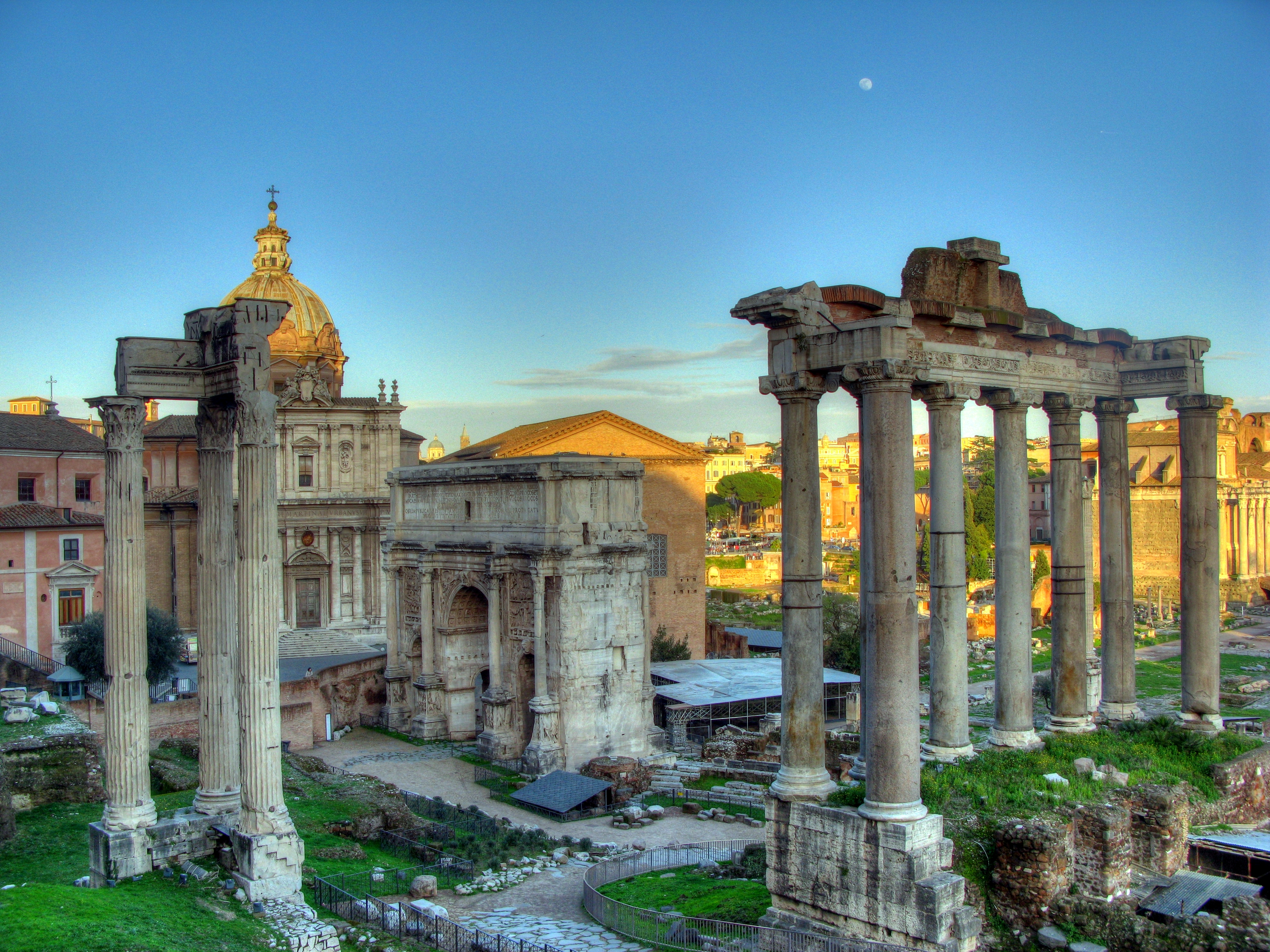
Ruines du temple de Saturne (huit colonnes à l'extrême droite) en février 2010, avec trois colonnes du temple de Vespasien et de Titus (à gauche) et l'arc de Septime Sévère (au centre).

Saturne eut, dès l'époque monarchique, dans la partie sud-ouest du forum, un autel dont l'établissement était attribué aux compagnons d'Hercule et que le dernier roi étrusque, Tarquin le Superbe, aurait décidé de remplacer par un temple.
Ce sont finalement les consuls qui auraient dédié l'édifice en 497 avant notre ère.
À Rome, le temple situé sur les pentes du Capitole fut dépositaire du trésor public (aerarium) pour la raison que, du temps de Saturne, c'est-à-dire durant l'âge d'or, il ne se commettait aucun vol. Sa statue était attachée avec des chaînes qu'on ne lui ôtait qu'au mois de décembre, époque des Saturnales.

### Pratiques cultuelles
Les sacrifices à Saturne étaient accomplis selon le « rite grec » (ritus graecus), la tête découverte, contrairement aux rites des autres grandes divinités romaines qui étaient exécutés capite velato, la tête couverte. Saturne lui-même, cependant, était représenté comme voilé (involutus), comme dans une peinture murale de Pompéi qui le montre tenant une faucille et recouvert d'un voile blanc.
Cette caractéristique serait en accord avec le caractère d'un dieu souverain ; elle est commune avec le dieu germanique Odin. Dominique Briquel remarque que le roi Servius Tullius avait déjà remarqué que le choix du rite grec était dû au fait que le dieu lui-même était imaginé et représenté comme voilé, d'où son sacrifice qui ne pouvait être effectué que par un homme voilé. Plutarque écrit que sa figure est voilée parce qu'il est le père de la vérité.

### Les Saturnales

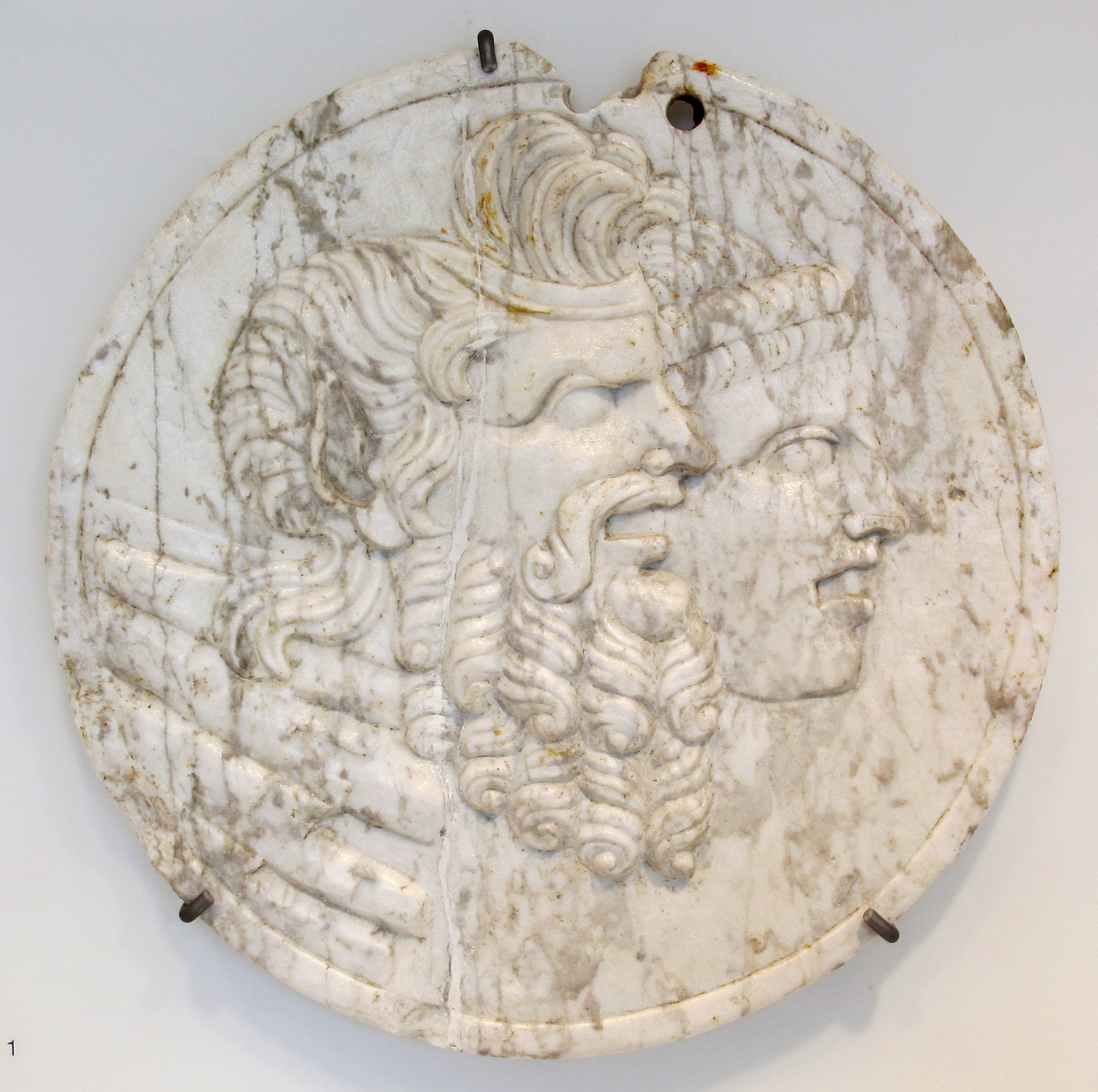
Pendant les Saturnales, les Romains offraient des oscilla, des effigies de têtes humaines, à la place de vraies têtes humaines, Musée d'art et d'histoire de Genève.

Macrobe rapporte diverses traditions romaines sur l'origine de cette fête : plusieurs font référence au séjour de Saturne dans le Latium avant la fondation de Rome. Saturne détrôné se serait réfugié en Italie, dans le Latium, où il rassembla les hommes féroces éparpillés dans les montagnes et leur donna des lois. Son règne fut un âge d'or, ses paisibles sujets étant gouvernés avec douceur et équité. Les Saturnales contribuent à célébrer la mémoire de cet âge heureux de l'exercice du pouvoir.
Ces fêtes, dont l'institution remontait dans le passé bien au-delà de la fondation de la ville, consistaient principalement à représenter l'égalité qui régnait primitivement parmi les hommes. Elles commençaient le 17 décembre de chaque année. Au début, elles ne durèrent qu'un jour, mais l'empereur Auguste ordonna qu'elles se célèbreraient pendant trois jours auxquels, plus tard, Caligula en ajouta un quatrième. Pendant ces fêtes, on suspendait la puissance des maîtres sur leurs esclaves, et ces derniers avaient le droit de parler et d'agir en toute liberté. Tout ne respirait alors que le plaisir et la joie : les tribunaux et les écoles étaient en vacances ; il n'était permis ni d'entreprendre une guerre, ni d'exécuter un criminel, ni d'exercer d'autre art que celui de la cuisine ; on s'envoyait des présents et l'on se donnait de somptueux repas. De plus tous les habitants de la ville cessaient leurs travaux : la population se portait en masse vers le mont Aventin, comme pour y prendre l'air de la campagne. Les esclaves pouvaient critiquer les défauts de leurs maîtres, jouer contre eux, et ceux-ci les servaient à table, sans compter les plats et les morceaux. Tous les Romains criaient dans la rue : « Bonnes Saturnales »[réf. nécessaire].
Pour la recherche moderne, les Saturnales sont une fête typique du « crépuscule de l'année » comme la fête celtique de Samain, période qui voit des pratiques de potlatch, de banquets et magnificence, pendant laquelle la paix règne et la communication avec le monde des morts est établie.

#### Offrandes de gladiateurs
Dans les sources du IIIe siècle et plus tard, il est indiqué que Saturne recevait des offrandes de gladiateurs (munera) pendant ou près des Saturnales. Ces combats de gladiateurs, d'une durée totale de dix jours tout au long du mois de décembre, étaient présentés par les questeurs et parrainés par les fonds du trésor de Saturne.
La pratique de la munera de gladiateurs fut critiquée par les apologistes chrétiens comme une forme de sacrifice humain bien qu'il n'y ait aucune preuve de cette pratique à l'époque républicaine. Macrobe affirme que Saturne était apaisé avec des victimes sacrificielles composées d'hommes (virorum victimis). Les figurines qui étaient échangées en cadeau (sigillaria) pendant les Saturnales peuvent avoir représenté des substituts.

### LeSaturni dies
Le jour de Saturne a donné notre samedi.

## Assimilation à Cronos
Très tôt, les Romains ont identifié Saturne au grec Cronos dont les mythes ont été adaptés à la littérature latine et à l'art romain. Le rôle de Cronos dans la généalogie des dieux grecs a été transféré à Saturne. Dès Livius Andronicus (IIIe siècle av. J.-C.), Jupiter est désigné comme le fils de Saturne.
Avec son assimilation à Cronos, Saturne récupère les liens de parenté de ce dernier. Il est donc, dans la tradition de l'époque impériale, le fils cadet de la Terre Tellus, pendant latin de la déesse grecque Gaïa ou de Vesta, et du Ciel Uranus.
Il est l'époux d'Ops, pendant de la déesse grecque Rhéa, toutes deux assimilées à la déesse phrygienne Cybèle. Il est aussi le père de Jupiter (Zeus en grec), Pluton (Hadès en grec), Neptune (Poséidon en grec), Junon (Héra en grec), Vesta (Hestia, en grec), et Cérès (Déméter en grec).
D'après une tradition évhémeriste transmise par Ennius et reprise plus tard par Boccace, Saturne, fils cadet d'Uranus, le Ciel, et de l'antique Tellus ou Vesta, la Terre, après avoir détrôné son père, obtint de son frère aîné Titan fils d'Hypérion la faveur de régner à sa place. Titan toutefois y mit une condition, c'est que Saturne ferait périr toute sa postérité, afin que la succession au trône fût réservée aux propres fils de Titan. Saturne épousa sa sœur Ops ou Opis (équivalent latin de la Crétoise Rhéa et de la Phrygienne Cybèle), dont il eut successivement cinq enfants. Sachant qu'un jour il serait lui aussi renversé du trône par un de ses fils et pour tenir la promesse faite à Titan, il exigeait de son épouse qu'elle lui livrât les nouveau-nés mâles (dans cette version, contrairement à celle d'Hésiode, les filles de Saturne n'avaient rien eu à craindre de leur père). De fait, Ops présenta à son époux Junon et Glauca, nées la première en même temps que Jupiter, la seconde en même temps que Pluton, qu'elle parvint ainsi à sauver tous deux, un autre stratagème lui ayant permis de dissimuler à Saturne la naissance de Neptune, qui contrairement à ses deux frères, n'avait pas eu de sœur jumelle. Ayant découvert le subterfuge, Titan emprisonna Saturne et Ops, après quoi Jupiter, devenu adulte, déclara la guerre à Titan et à ses fils, les vainquit, libéra ses parents et rétablit son père sur le trône. Mais ayant découvert que Saturne, peu reconnaissant, complotait contre lui, Jupiter finit par traiter ce dernier comme Uranus avait été autrefois traité par ses propres fils, après quoi il le chassa du ciel. Ainsi la dynastie de Saturne se continua au détriment de celle de Titan.
Selon une autre tradition, calquée sur le mythe grec de Cronos, pour éviter que ne s'accomplisse la prédiction selon laquelle il serait détrôné par l'un de ses enfants, Saturne dévora chacun d'eux à leur naissance. Mais un jour, son épouse Cybèle et sa mère Tellus réussirent à sauver Jupiter en faisant avaler à Saturne une pierre enveloppée dans des langes à la place de son fils. Plus tard, ce dernier réussit effectivement à chasser son père du pouvoir et l'obligea à régurgiter ses frères et sœurs (Neptune, Pluton, Cérès, Junon et Vesta).

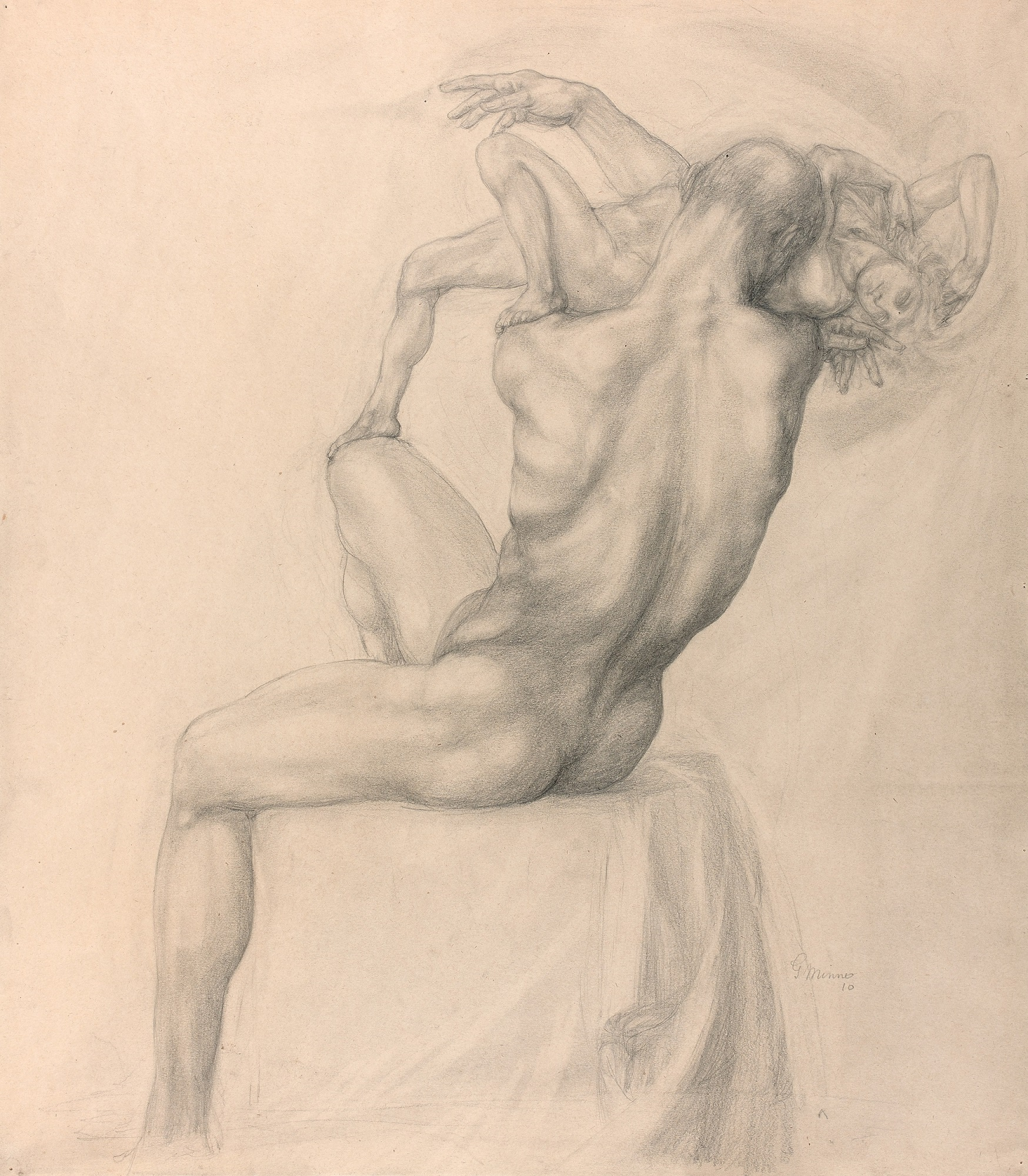
George Minne, Saturne, 1910.

## Saturne, simple mortel
D'après les poètes latins (Ovide, Fastes, Virgile, Énéide) Cronos/Saturne, détrôné par son fils Zeus/Jupiter, et réduit à la condition de simple mortel, vint se réfugier en Italie, dans le Latium, où il rencontra le dieu des seuils, des portes et des commencements, Janus. Avec lui, il réinventa l'âge d'or : l'égalité des conditions fut rétablie ; aucun homme n'était au service d'un autre ; personne ne possédait rien en propre ; toutes choses étaient communes, comme si tous n'eussent eu qu'un même héritage. C'était pour rappeler la mémoire de cet âge heureux qu'on célébrait à Rome les Saturnales.
C'est dans le Latium que Saturne engendra son plus jeune fils Picus qu'il maria plus tard à Canens, la fille de Janus. Leur fils Faunus succéda à Picus sur le trône du Latium après la métamorphose en pivert de ce dernier par la magicienne Circé et Faunus engendra à son tour Latinus, ancêtre mythique des rois latins par sa fille Lavinia, épouse d'Énée.
Par ailleurs, presque tous les auteurs latins s'accordèrent à attribuer à Saturne la paternité du centaure Chiron par l'Océanide Philyra.

## Identifications à d'autres dieux

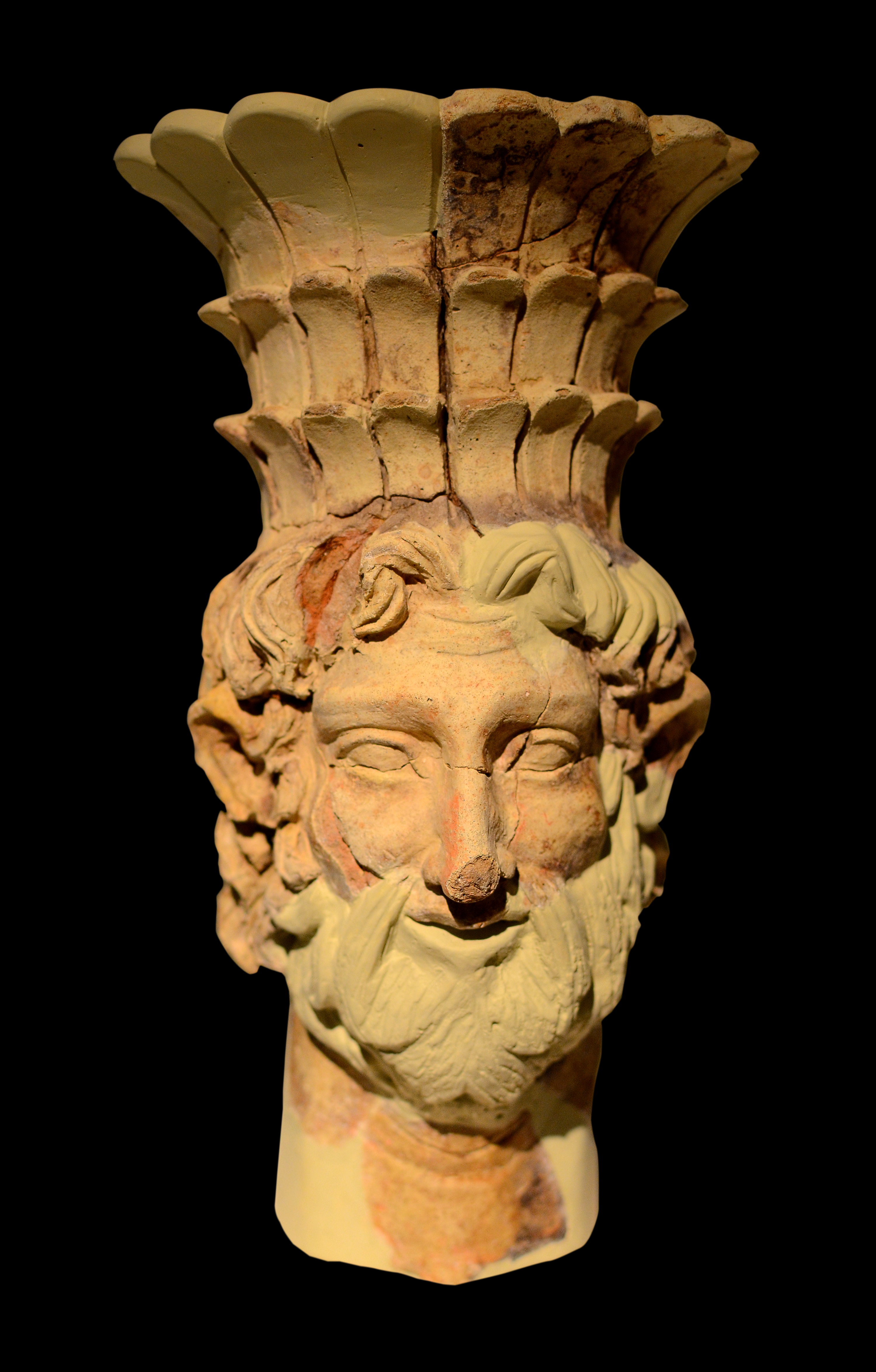
Brûle-parfum de Carthage représentant Ba'al Hammon avec une tiare à plumes, argile, musée national de Carthage.

La cruauté potentielle de Saturne a été renforcée par son identification avec Cronos, connu pour avoir dévoré ses propres enfants. Il a été assimilé au dieu carthaginois Ba'al Hammon, à qui des enfants ont été sacrifiés, et à Yahweh dont le sabbat a été appelé Saturni dies, « le jour de Saturne », dans un poème de Tibullus, qui écrivit pendant le règne d'Auguste. L'identification avec Ba'al Hammon donna naissance plus tard au Saturne africain, un culte qui jouit d'une grande popularité jusqu'au IVe siècle. Dans ce culte, les influences venues d'Orient restaient essentielles. Il est perçu par les Carthaginois comme le dieu suprême et universel.
L'essentiel de la doctrine du sacrifice en usage dans le culte de Saturne africain est hérité directement de Carthage. Ainsi, les sacrifices sont des actes individuels dans cette religion qui procède avant tout du sentiment religieux individuel. Les Carthaginois auraient offert au dieu Ba'al Hammon, dit Saturne l'Africain, des sacrifices humains : ses victimes étaient des enfants nouveau-nés. Rome, depuis Tibère, avait interdit les sacrifices publics d'enfants, mais avait toléré ceux-ci dans le cadre du culte privé, parce qu'ils étaient le rite le plus caractéristique du Ba'al Hammon carthaginois, ce dieu étant avant tout le résultat d'un syncrétisme entre le dieu phénicien et son interprétation africaine. Le culte de Saturne Africain reste avant tout selon Marcel Le Glay l'expression d'« un monothéisme dominateur et fataliste » dans cette région. Toutefois, la vision christiano-centrée de l'historien est aujourd’hui nuancée[réf. nécessaire].
À ces sacrifices, selon la tradition patristique chrétienne, le jeu des flûtes et des tympanons ou tambours faisait un si grand bruit que les cris de l'enfant immolé ne pouvaient être entendus (voir Molk). Il est néanmoins nécessaire de rappeler que la question des sacrifices humains à Carthage est loin d'être résolue, du fait de la faiblesse des indices archéologiques et de la nature partisane des sources littéraires.

## Saturne dans les arts et la culture

### Peinture

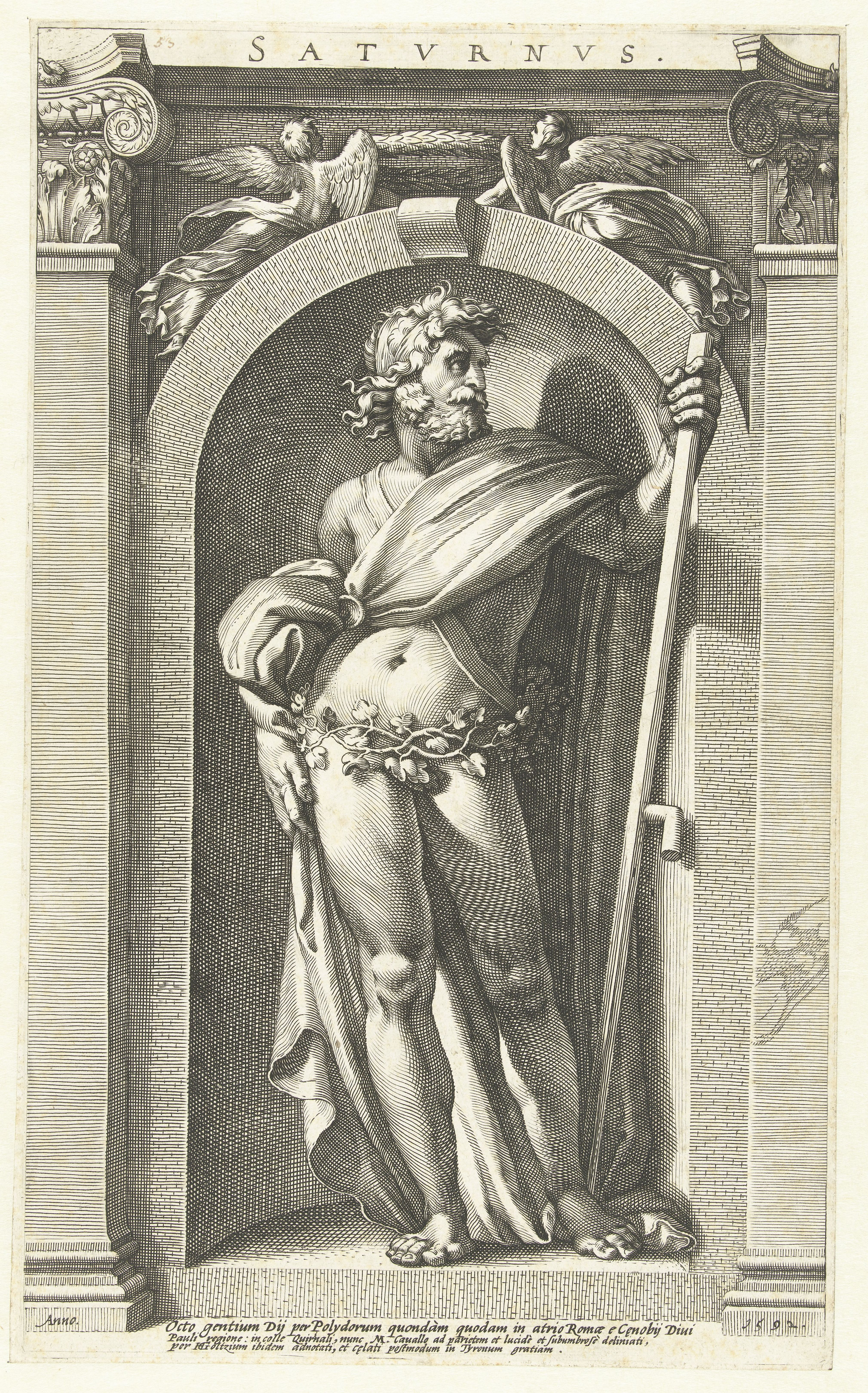
Saturne par Polidoro da Caravaggio au XVIe siècle.

En peinture, c’est un thème récurrent, souvent inspiré de la mythologie de Cronos dévorant ses enfants :
- Polidoro da Caravaggio (1492-1543) : Saturne dévorant un enfant, dont une copie est visible au Musée du Louvre à Paris ;
- Le Parmesan (1503-1540) : Saturne dévorant l’un de ses enfants, 1531, Musée du Louvre à Paris ;
- Pierre-Paul Rubens (1577-1640) : Saturne dévorant ses enfants (cycle de la Torre de la Parada), 1636-7 ;
- Andrea Sacchi (1599-1661) : Saturne, musée des Beaux-Arts de Rennes ;
- Noel Coypel (1628-1707) : Le Triomphe de Saturne sur son char tiré par des dragons, modello pour le plafond du Cabinet de Saturne au château de Versailles ;
- Franceschini Baldassare dit Volterrano (1611-1689) : La gloire de Louis XIV triomphe du temps, château de Versailles ;
- Francisco de Goya (1746-1828) : Saturne dévorant un de ses fils, une des Peintures noires peinte entre 1819 et 1823 directement sur les murs de sa maison dans les environs de Madrid, transférée sur une toile après sa mort et exposée depuis au Musée du Prado à Madrid ;
- Jean-Baptiste Mauzaisse (1784-1844) : Le Temps montrant les ruines qu’il amène, et les chefs-d’œuvre qu’il laisse ensuite découvrir, 1822 ; plafond pour la salle des Bijoux au Louvre.

### Sculpture
En sculpture, les œuvres les plus significatives sont certainement :
- le Saturne dévorant l’un de ses enfants de Simon Hurtrelle (1648-1724) exposé au Musée du Louvre (où l’on voit le dieu du Temps, qui est aussi celui des semailles et de la vigne, brandir la faux des moissons qui fauche également les vies) ;
- le Saturne réalisé par François Girardon (1628-1715) pour le Bassin de Saturne ou de l'Hiver qui appartient à l’ensemble des bassins des Quatre Saisons voulu par Le Nôtre pour les jardins du château de Versailles. On y voit en effet le dieu trôner au centre d’un bassin rond sur un parterre de coquillages, entouré de petits amours.

### Littérature
En littérature, on peut citer, entre autres :
- Paul Verlaine, Poèmes saturniens, recueil placé sous le signe de Saturne en rapport avec l'intemporalité voulue par l'auteur quant à son œuvre ;
- Raymond Klibansky, Erwin Panofsky, Fritz Saxl, Saturne et la mélancolie, études historiques et philosophiques : nature, religion, médecine et art (1989). Vaste étude panoramique qui embrasse l’ensemble de la civilisation occidentale et soutient que tous les hommes exceptionnels sont mélancoliques ;
- Jean-Paul Enthoven, Les enfants de Saturne (1996), qui convoque de nombreuses figures d’écrivains ayant en commun leur mélancolie ou « bonheur d’être tristes », lequel est toujours associé au « souffle de Saturne » ;
- Jacek Dehnel, Saturne (2013), drame familial centré autour de la terrible figure de Francisco Goya, qui éclaire la genèse de ses Peintures noires et de son célèbre tableau d’anthropophagie ;
- Claude Chrétien, Sous le soleil de Saturne, escapade métaphysique dans les arcanes du temps (2014), qui raconte les aventures d’Hebdomeros dans l'univers surréaliste du peintre Giorgio De Chirico et sa quête, auprès des plus grands philosophes et savants, de la nature véritable du temps ;
- Saturne fait partie des nombreux dieux cités dans la série de bande dessinée Astérix.

### Musique
En musique, Georges Brassens, Bénabar et Nekfeu ont intitulé une de leurs chansons Saturne. C'est aussi une œuvre du compositeur philosophe Hugues Dufourt (1979) ou d’un des mouvements des Planètes de Gustav Holst (1918) ou des Mythologies de Philippe Fénelon.

### Cinéma
Au cinéma, dans le film La Princesse de Montpensier de Bertrand Tavernier, le personnage de Catherine de Médicis associe Saturne à la droiture, à la tête, à la loi.

### Astronomie
Selon Maïer, « Saturne est la première des planètes, portant les clefs qui donnent accès aux trésors ».

### Alchimie
Saturne désigne le plomb, considéré comme un métal froid, le soleil noir (sol niger), mais potentiellement convertible en or, comme en témoigne un célèbre traité d’alchimie intitulé Le Règne de Saturne changé en siècle d’or. Le sens alchimique prêté à Saturne est constaté aussi, en particulier, chez un grand nombre de peintres.